# Пръст
 Тази статия е за разклонението на крайник.  За земния пласт вижте Почва.  
Пръстът е всеки един от петте подвижни окончания на горните (ръцете) или долните (краката) крайници на човека и приматите. С пръстите на ръцете хората извършват много дейности - хващане, пипане, сигнализиране и други. Езикът на глухонемите се „говори“ изцяло с пръстите на ръцете.

## Аномалии
Аномалия е отклонение от общоприетото. По-известните генетични аномалии, свързани с пръстите са:
- полидактилия – повече на брой пръсти;
- олигодактилия – по-малко на брой пръсти;
- камптодактилия – флексия (трайно свиване) на една или няколко от интерфалангеалните проксимални стави, като петият пръст винаги е засегнат.
- клинодактилия – необичайно извиване на един или няколко пръста поради триъгълна (клиновидна) форма на някоя фаланга, което не позволява на пръста да бъде изпънат. Извиването е странично, при което изкривеният пръст може да припокрие друг пръст. Рядко срещана аномалия, но засяга 1/4 от децата, родени със синдром на Даун.
- арахнодактилия – много тънки пръсти.

### Полидактилия
При нея човек се ражда с повече от пет пръста на ръцете или краката. Възможно е това да е частично оформен или изцяло функциониращ пръст. Често допълнителните израстъци се отстраняват оперативно още след раждането. Шестият пръст на ръката може да предизвика неудобство (например при избор на ръкавици), но в други случаи е предимство, като свиренето на пиано.

## Заболявания

### Контрактура на Дюпюитрен
Причина за контрактурата на Дюпюитрен е фиброматоза (задебеляване и скъсяване) на съединително-тъканната мрежа в дланта, наречена палмарна апоневроза. Един или няколко пръста не могат да бъдат изпънати и остават принудително свити. Колагенът, изграждаш тази мрежа, се видоизменя, поради разрастване на клетките, които го произвеждат. Сухожилията и останалият двигателен апарат на пръста не са засегнати в началото, но впоследствие атрофират поради обездвижване. Най-често засегнати са 4-ти и 5-и пръст. Заболяването е познато и като Дюпюитренова болест, Дюпюитренова контрактура, палмарна фиброматоза и „Викингска болест“.

## Строеж
С изключение на палеца, който има 2, останалите пръсти на ръцете и краката са изградени от 3 фаланги, свързани със ставна връзка, която осигурява свиването им. От вътрешната страна на върховете на пръстите са възглавничките, които имат повишена чувствителност, а от обратната (външната) страна са ноктите – рогови образования, които растат непрекъснато.

## Наименование на пръстите
Всеки от петте пръста имат собствено наименование на много от езиците, свързано с неговото културно и функционално значение. Наименованията на пръстите на български език са главно за тези на ръцете, тъй като вторият пръст на крака например трудно би се ползвал за показване, но палец и кутре се използват и за пръстите на краката.
|  | 1. Палец – в някои култури е с отделно от другите пръсти значение 2. Показалец – служи за показване 3. Среден пръст – най-дългият, в много култури показването му е непристоен жест 4. Безимен пръст – на него се носи брачната халка 5. Кутре – крайният, най-малък пръст |

## Значение
С броя на пръстите на двете ръце (10) е свързана най-разпространената бройна система – десетичната.